# Эступиньян, Итало
Итало́ Эухе́нио Эступинья́н Марти́нес (исп. Ítalo Eugenio Estupiñán Martínez; 1 января 1952, Эсмеральдас — 1 марта 2016, Мехико) — эквадорский футболист, играл на позиции нападающего.

## Биография

### Игровая карьера
Эступиньян в течение четырёх сезонов играл на родине за «Макару» и «Эль Насьональ». В 1974 году переехал в «Мексику», где присоединился к клубу «Толука», в котором играл в течение трёх сезонов. В составе «чорисцев» выиграл чемпионский титул в 1975 году. По итогам сезона получил награду как Футболист года в Мексике.
В 1977 году перешёл в «Америку», в которой играл в течение двух сезонов и выиграл Межамериканский кубок в 1978 году, когда в трёхматчевом противостоянии была обыграна аргентинская «Бока Хуниорс». В 1979 году вернулся в Эквадор, где играл за «Универсидад Католика». Затем вернулся в Мексику, где играл за «Керетаро» и «Пуэблу», с которой выиграл чемпионский титул в 1983 году.
За сборную Эквадора, за которую сыграл 14 матчей, в которых забил 4 гола.

### Смерть
Скончался 1 марта 2016 года в Мехико от сердечного приступа в возрасте 64 лет.

## Достижения
«Толука»
- Чемпион Мексики (1): 1974/75

 «Америка»
- Обладатель Межамериканского кубка (1): 1978

 «Пуэбла»
- Чемпион Мексики (1): 1982/83